# Komsilga (département)
Cet article concerne le département et la commune rurale. Pour le village chef-lieu, voir Komsilga (Komsilga).
Komsilga est un département et une commune rurale de la province du Kadiogo, situé dans la région du Centre au Burkina Faso.

## Géographie

### Démographie
- En 1996, le département comptait 26 385 habitants recensés[2].
- En 2003, le département comptait 35 397 habitants estimés[3].
- En 2006, le département comptait 53 108 habitants recensés[4].
- En 2019, le département comptait 101 193 habitants recensés[1].

## Administration

### Mairie
| Période                                  | Période  | Identité | Étiquette | Qualité |
| ---------------------------------------- | -------- | -------- | --------- | ------- |
|                                          | en cours |          |           |         |
| Les données manquantes sont à compléter. |          |          |           |         |

### Villages
Le département et la commune rurale de Komsilga est administrativement composé de 36 villages, dont le village chef-lieu homonyme (données de population consolidées en 2012, issues du recensement général de 2006) :
- Bagtogdo (523 habitants)
- Bangma (2 270 habitants)
- Bassemyam (1 378 habitants)
- Dawanégomdé (785 habitants)
- Dayoubsi (376 habitants)
- Garghin (770 habitants)
- Goby (707 habitants)
- Googho (726 habitants)
- Goumsi (552 habitants)
- Kagtoudin (209 habitants)
- Kalzi (954 habitants)
- Kamsaontinga (483 habitants)
- Kienfangué (2 401 habitants)
- Kieryaoghin (1 043 habitants)
- Kogononghin (446 habitants)
- Komsilga (1 393 habitants), chef-lieu
- Lado (739 habitants)
- Nabitenga (308 habitants)
- Pamnonghin (987 habitants)
- Ponsomtinga (1 242 habitants)
- Rawilgué (355 habitants)
- Sabtoana (645 habitants)
- Saonré (537 habitants)
- Silmissin (684 habitants)
- Sindgin (989 habitants)
- Talfomenga (500 habitants)
- Tampouy (1 785 habitants)
- Tang-Sega (308 habitants)
- Tanséga (1 083 habitants)
- Tiguindalgué (623 habitants)
- Tingandogo (23 474 habitants)
- Toéghin (1 032 habitants)
- Toéghin-Peulh (104 habitants)
- Vaagogho (453 habitants)
- Zamnongho (1 029 habitants)
- Zinguédessé (1 215 habitants)

## Santé et éducation
Le département accueille huit centres de santé et de promotion sociale (CSPS) à Komsilga, Bassemyam, Dayoubsi, Kalzi, Tingandogo, Ponsomtinga, Tampouy, Tiguindalgué et Zinguédessé, tandis que le centre médical avec antenne chirurgicale (CMA) le plus proche est celui de Pissy (quartier de Ouagadougou) et que le centre hospitalier régional (CHR) est également à Ouagadougou.